# حسن کبیری
حسن کبیری (زاده ۱۳۲۳ در تهران) بازیکن سابق و مربی فعلی والیبال اهل ایران است. وی سابقه یک دوره قهرمانی باشگاه‌های ایران (جام والیبال پاسارگاد ۱۳۵۴) را همراه با باشگاه دخانیات تهران در کارنامه خود دارد. این اولین دوره جام پاسارگاد بود. کبیری با تیم ملی ایران در بازی‌های آسیایی بانکوک ۱۹۶۶ به مقام سوم رسید و مدال برنز گرفت. وی در ۱۳۴۹ از ورزش قهرمانی کناره گرفت. کبیری در ۱۳۵۸ برای مربیگری به امارات متحده عربی رفت و با رهبری او تیم الشعب شارجه در ۱۳۵۸ تا ۱۳۶۰ سه دوره قهرمان این کشور شد. وی در ۱۳۷۷ به عضویت در هیئت رئیسه فدراسیون والیبال ایران انتخاب شد.